# Prospherysa albifacies
Prospherysa albifacies là một loài ruồi trong họ Tachinidae.